# Kirby Corporation
Kirby Corporation (NYSE: KEX) er et amerikansk tankskibsrederi med hovedkvarter i Houston, Texas. De transporterer forskellige flydende varer via. Mississippi-floden og USA's kystlinje. Produkterne kan være petrokemikalier, råolie, raffineret olie og kemikalier til landbrug. Kirby ejer otte oceangående tankskibe.